# 皇帝島
67°52′S 68°43′W / 67.867°S 68.717°W
皇帝島（Emperor Island），是南極洲的島嶼，位於瑪格麗特灣，處於考蒂爾群島東北面，屬於迪翁群島的一部分，在1909年由法國探險隊發現和繪入地圖，現時由南極條約體系管理。